# Abbans-Dessus
Abbans-Dessus är en kommun i departementet Doubs i regionen Bourgogne-Franche-Comté i östra Frankrike. Kommunen ligger i kantonen Boussières som tillhör arrondissementet Besançon. År 2022 hade Abbans-Dessus 283 invånare.

## Befolkningsutveckling
Antalet invånare i kommunen Abbans-Dessus
Referens:INSEE